# Василь Барка
Васи́ль Ба́рка (справжнє ім'я Василь Костянтинович Очерет, англ. Wasyl Otcheret-Barka; 16 липня 1908, с. Солониця, нині Лубенський район — 11 квітня 2003, Нью-Йорк) — український письменник та перекладач.

## Життєпис
Василь Костянтинович Очерет народився 16 липня 1908 року в с. Солониці, яке нині входить до складу Лубенського району Полтавської області, Україна (тоді Лубенського повіту Полтавської губернії, Російська імперія).
1917 року навчався в Лубенському духовному училищі («бурсі»), яке згодом було перетворено на трудову школу. 1927 року закінчив Лубенський педтехнікум, працював учителем фізики й математики в шахтарському селищі Сьома Рота на Донбасі. 1928 року переїжджає на Північний Кавказ до Краснодару, де вступає до місцевого педінституту на філологічний факультет.

## Творчість
Його літературна спадщина, крім рукописів, які з великим трудом вдалося зберегти й перемістити в УВАН у Нью-Йорку, це понад 20 книг поезій, романів, повістей, есеїв, перекладів, літературної критики. У місті Рівному у видавництві «Діва» 1998 року з'явилась книга «Портрет», автором якої є письменник Микола Вірний-Француженко. Це велика, солідна праця, у якій подано біографію Василя Барки, перелік його творів та їх оцінку літературознавцями.

### Тематика релігійності та Голодомору
Творчості Василя Барки притаманна глибока християнська релігійність, часті посилання на Біблію, над виданням якої він багато працював. Йому завдячуємо мовній редакції, літературному опрацюванню «Об'явлення» («Апокаліпсис») на підставі давньо-грецьких джерел. Це найповніше ілюстроване видання, що з'явилось у 1963 році в Римі. У поезії Василя Барки часто знаходимо біблійні мотиви, які у високомистецькій формі віддзеркалюють події з історії українського народу, зокрема його трагедію під час Великого голоду. Ось лише два рядки:
|  | Моляться соняшники:Грім на хмарі Біблію читає… тополя пошепки: страшний який твій плач, Ісає! Моляться соняшники. Голод; мати немовля вбиває… тополя закричала: он який мій рай, Ісає! |

За романом «Жовтий князь» (вийшов також французькою) О. Янчук створив фільм «Голод-33».
Український інститут національної пам'яті в рамках відзначення 83-х роковин Голодомору в Україні у листопаді 2016 року вніс його ім'я до проєкту «Незламні», як відзначення на державному рівні 15 видатних людей, що пройшли через страшні 1932—1933 роки та змогли реалізувати себе.
Автор книги «Портрет» стверджує, що «в Україні видають повільною чергою твори одного із найбільших українських поетів модерністів XX століття — Василя Барки».
Поезія Василя Барки — це віддзеркалення його глибокої християнської релігійності та етики, це мова його серця. Тому й основні прикмети його характеру — це незвичайна доброта і скромність, гуманність і побожність, толерантність і пошанування думки іншої людини, беззастережне визнання вчення Біблії.
Поезія Василя Барки, з погляду звичайного читача — це мережаний килим, часто із незбагненним візерунком, це гаптовані рушники, ткані різнокольоровими нитками-словами. Озвучення, музичне оформлення, мелодійність і чистота вислову, композиція новотворів, як наслідок творчого процесу, власна інтерпретація мови народу — це складові компоненти поезії Барки. В післямові до збірки поезій «Білий світ» мовиться: «Поезія Барки — це суцільний переклад дійсности на мову серця». І далі: «В поезію Барки треба вчитатися і головне — вчутися, і тоді ми побачимо світ його очима, і станемо від цього напевно душевно багатші, змістовніші, глибші, світліші». Бути в товаристві В. Барки — це була велика приємність. Його всесторонні знання всього, чим багате людство, не мали меж. А тому кожна розмова з ним ушляхетнювала людину.
Василь Барка останні три роки хворів, розбитий паралічем, немічний, втративши сили від надмірної праці. Самотній, в старечому домі, серед чужого оточення помер, як нуждар і каліка. Він любив оселю «Верховина», власність Українського братського союзу, де серед гірської природи прожив 32 роки, де написав більшість своїх творів.

### Список творів
- Шляхи: Збірка віршів. — 1930.
- Цехи: Збірка віршів. — 1932.
- Апостоли: Поезії [Архівовано 28 січня 2021 у Wayback Machine.]. — Авґсбург : МУР, 1946. 47 с.
- Білий світ: Поезії. — Мюнхен: Українська Трибуна, 1947.
- : Роман. — Джерзі ситі/Нью-Йорк : Свобода, 1953.  — 309 с.[10]
- Жайворонкові джерела: Есей. — Нью-Йорк: Слово, 1956.
- Океан: Цикль віршів. — Нью-Йорк: Слово, 1957.
- Псалом голубиного поля: Поезії. — Нью-Йорк: Слово, 1958.
- Океан: Лірика. — Нью-Йорк: Слово, 1959.
- Правда Кобзаря [Архівовано 17 травня 2014 у Wayback Machine.]: Есей. — Нью-Йорк: Пролог, 1961.  — 288 с.
- Хліборобський Орфей або клярнетизм [Архівовано 4 березня 2016 у Wayback Machine.]: Есей. — Мюнхен; Нью-Йорк: Сучасність, 1961.  — 87 с.
- Жовтий князь [Архівовано 16 березня 2015 у Wayback Machine.]. Том 1: Повість. — Мюнхен; Нью-Йорк : Сучасність, 1962.
- Вершник неба: Есеї. — Нью-Йорк: Наша Батьківщина, 1965.
- Лірник: Вибрані поезії. — Нью-Йорк: Нью-Йоркська Група, 1968. — 301 с.
- Земля садівничих: Есеї. — Нью-Йорк: Сучасність, 1977.
- Океан (Двотомник однією книгою): Лірика. — Нью-Йорк: Слово, 1979.
- Господар міста: П'єса. — Мюнхен: Сучасність, чч. 6, 7–8, 9, 1980.
- Свідок для сонця шестикрилих: Строфічний роман. — Мюнхен: Сучасність, 1981.
- Океан. Том 3: Лірика. — К.: Орій, 1992.
- Спокутник і ключі землі: Роман-притча. — К.: Орій при УКСП Кобза, 1992.
- Судний степ: Епічна поема. — К.: Орій при УКСП Кобза, 1992.
- Кавказ. Том 1: Драматична поема. — К.: Орій при УКСП Кобза, 1993.
- Кавказ. Том 2: Драматична поема. — К.: Кобза, 1993.
- Душі едемітів. Том 1: Роман. — К.: Кобза, 1994.
- Душі едемітів. Том 2: Роман (в рукописі).
- Вершник неба: Есе. — Львів: Свічадо, 1998.
- Жовтий князь [Архівовано 16 березня 2015 у Wayback Machine.]. — К.: Наукова думка, 1999.
- Поезія. — Київ: Наукова думка, 2000.
- Жовтий князь. Том 2: Повість. — Нью-Йорк; Харків: Українська вільна академія наук, 2008.
- Царство: Псалом, літературна лірика (в рукописі).

### Переклади
- «Апокаліпсис»  — переклад для українського видання Біблії. У книзі Святе Письмо Старого і Нового Завіту. — Рим, 1963.
- Вільям Шекспір. «Король Лір»  — переклад з англійської. — Штутґарт: На Горі, 1969.
- Данте Аліг'єрі. «Божественна комедія»  — фрагменти. — Штутґарт: На Горі, 1978.

### Твори автора перекладені на інші мови
- «Trojanden Roman»  — німецькою мовою, переклад Єлисавети Коттмаєр (1955).
- «Le prince jaune»  — французькою мовою, переклад Ольги Яворської («Ґаллімар» (Gallimard), 1981).

## Відзнаки
Лауреат Міжнародної літературно-мистецької премії імені Пантелеймона Куліша — за визначний внесок в українську літературу (2017, посмертно).

## Вшанування
- На честь Василя Барки названі вулиці у Києві, Лубнах, Полтаві, Кривому Розі.
- Меморіальна дошка на фасаді будинку культури в с. Солониця (з жовтня 2020-го)[12].